# Nomorhamphus vivipara
Nomorhamphus vivipara är en fiskart som först beskrevs av Peters, 1865.  Nomorhamphus vivipara ingår i släktet Nomorhamphus och familjen Hemiramphidae. Inga underarter finns listade i Catalogue of Life.